# 中国农业机械流通协会
中国农业机械流通协会是以农机流通企业为主体，以农机制造企业为基础，自愿组成的行业组织。
协会于1991年5月13日经中华人民共和国民政部批准成立。由国务院国有资产监督管理委员会主管，中国物流与采购联合会代管。中国农业机械流通协会是不以营利为目的的社会团体法人，成员单位不受隶属关系和所有制的限制。截至2018年，协会拥有1100余家直接会员单位，2600余家间接会员单位及其约20000个销售网点，在中国大陆农业机械行业中影响力较广。中国国际农业机械展览会由协会牵头主办。